# Maskijjot
Maskijjot (hebr. משכיות) – wieś położona w samorządzie regionu Bika’at ha-Jarden, w Judei i Samarii, w Izraelu.
Leży w Dolinie Jordanu, na północ od miasta Jerycho.

## Historia
Osadę założyli w 2008 żydowscy osadnicy.